# Guerre sioux
Le guerre sioux sono stati una serie di conflitti tra gli Stati Uniti e diversi gruppi di Sioux che avvennero nell'ultima parte del XIX secolo.

## Storia

### Il massacro di Grattan
Il primo conflitto accadde nel 1854 quando uno scontro avvenne nei pressi di Fort Laramie in Wyoming, dove i guerrieri indiani (Sichangu, Oglala e Minneconjou Teton) uccisero 29 soldati USA e che passò alla storia come il massacro di Grattan. Il ten. J.L.Grattan era stato inviato, al comando di un reparto di 29 militari, a raddrizzare l'orribile torto arrecato dai Lakota, poiché il guerriero Minneconjou Teton Fronte Alta aveva ucciso e portato al villaggio una vacca sfuggita a un colono: quando il distaccamento raggiunse l'accampamento l'interprete Auguste Lucien (o Lucier) era ubriaco, avendo bevuto per tutto il tragitto, e inoltre non conosceva bene il dialetto Teton. Quando Grattan e la sua scorta entrarono nell'accampamento (avendo lasciato il grosso del reparto e due obici attestati a debita distanza su una vicina collina) l'interprete iniziò a deridere i Sioux, chiamando "donne" i loro guerrieri e dicendo che i soldati non erano lì per parlare, ma per ucciderli tutti.
Raggiunta la tenda di Fronte Alta, Grattan gli ordinò di arrendersi, ma il capo Minneconjou, convinto del proprio diritto di cacciare nella terra dei Lakota, si rifiutò. L'ufficiale, allora, si recò dal capo Sichangu Orso Conquistatore, il capo più importante del grande villaggio Teton, affermando che i Sioux avrebbero dovuto arrestare il colpevole e consegnarglielo, ma Orso Conquistatore si rifiutò, cercando, invece, di negoziare e offrendo un cavallo in cambio della mucca. Bordeaux (mercante amico dei Teton e testimone oculare) riferì che l'interprete irrise nuovamente i Sioux, ma non riuscì a tradurre quanto dicevano Orso Conquistatore e Grattan, tanto che Orso Conquistatore chiese allo stesso Bordeaux di fare da interprete, poiché i Lakota confidavano in lui e nelle sue qualità di traduttore. Mentre Grattan tentava di far valere la propria presunta autorità nei confronti di Orso Conquistatore, molti guerrieri Sioux iniziarono ad accerchiare i soldati; interrotta la discussione, Grattan raggiunse il proprio reparto e ordinò di aprire il fuoco con l'artiglieria, e lo stesso Orso conquistatore fu ferito mortalmente (sarebbe morto nove giorni dopo nei pressi del fiume Niobrara).
Si calcola che l'accampamento contasse circa 1200 guerrieri su un totale di 4 800 abitanti: i guerrieri iniziarono a scoccare frecce mentre i capi cercarono di riprendere il controllo; Coda Chiazzata guidò i guerrieri Sichangu Teton all'attacco contro le "giacche blu" e i loro due obici, Nuvola Rossa raggiunse il campo di battaglia guidando i guerrieri Oglala Teton, Fronte Alta condusse i guerrieri Minneconjou Teton. I Sioux uccisero Grattan, 11 dei suoi uomini e l'interprete. Un gruppo di 18 soldati fuggì a piedi cercando di raggiungere alcune rocce per difendersi, ma gli uomini in fuga furono raggiunti ed uccisi da alcuni guerrieri; soltanto un soldato sopravvisse momentaneamente al massacro, ma morì poi per le ferite riportate. I 28 soldati uccisi sono sepolti a Fort McPherson, Nebraska, mentre Grattan è sepolto a Fort Leavenworth, Kansas. Orso Conquistatore fu il solo Lakota ucciso. Bordeaux fu risparmiato perché aveva sposato una Brulé Sioux, ed era amico della tribù.

### La pace di Laramie secondo Harney
I "Lunghi Coltelli" risposero l'anno seguente uccidendo approssimativamente 100 Sioux in Nebraska. Al culmine dell'estate 1855, in omaggio al trattato di Laramie, il gen. W. S. Harney – richiamato dall'Europa - decise di dare una lezione ai Teton, e, partito da Fort Leavenworth con 1.200 uomini, giunse a Fort Kearny il 20 agosto e ne ripartì il 24 agosto con una colonna di 600 uomini (dragoni, fanteria, artiglieria), guidato dal mercante Joe Tesson verso l'accampamento dei più importanti capi ostili Sichangu (Piccolo Tuono, Coda Chiazzata, Grande Guerrigliero, Foglia Rossa, Mento Lungo e Conchiglia-di-Ferro), accampati con 40 tepee sul Blue Water Creek, ad Ash Hollow; nonostante i capi si fossero avvicinati per parlamentare (o, più realisticamente, prendere tempo per consentire ai non combattenti di mettersi in salvo), Harney assalì gli Sichangu Teton massacrandone circa 100 (recte, 86, secondo il rapporto militare), in gran parte donne e bambini, e catturandone 130 (o, secondo altro computo, 70 donne e bambini, comprese la prima moglie, due figli e la figlia – tutti in età infantile - di Coda Chiazzata e la giovane moglie di Conchiglia-di-Ferro), e praticando ogni genere di oltraggio contro i corpi (3 settembre 1855): Piccolo Tuono fu gravemente ferito; Coda Chiazzata, assalito inerme mentre partecipava con gli altri capi alle trattative con Harney, fu l'eroe della giornata, uccidendo o ferendo in combattimenti corpo a corpo numerosi soldati (13, secondo testimoni Sichangu), ma fu ripetutamente e gravemente ferito (riportò quattro ferite, compresi due colpi di pistola che lo trapassarono da parte a parte).
Preoccupati di garantire per quanto possibile l'incolumità dei prigionieri (Harney aveva interdetto ai Dakota l'accesso al forte e aveva proibito ogni commercio con loro; i pochi guerrieri catturati erano stati imprigionati, e i soldati potevano approfittare impunemente delle donne giovani e attraenti), gli Sichangu esitavano a sottomettersi al ricatto di Harney consegnandogli i responsabili dell'attacco alla diligenza postale; soltanto il 18 ottobre Coda Chiazzata, sufficientemente risanato dalle ferite, fu in grado, con Mento Lungo e Foglia Rossa e accompagnato da tutto il popolo al seguito di Conchiglia-di-Ferro, di consegnarsi volontariamente a Fort Laramie per offrire la propria vita in cambio della salvezza delle donne e dei bambini della sua gente (successivamente anche altri due guerrieri - Alce Eretto e Piuma Rossa - avrebbero accettato di costituirsi, e sarebbero stati tradotti a Fort Pierre con la scorta di Orso Veloce); i tre capi guerrieri Sichangu furono deportati a Fort Leavenworth e, pur essendo stati graziati dal Presidente Franklin Pierce il 16 gennaio 1856, furono adibiti – secondo una versione tradizionale ma contestata dagli storici più autorevoli - al lavoro coatto per la costruzione della strada Fort Leavenworth - Fort Pierre e furono condotti a Fort Kearny nel maggio 1856.

### La Guerra di Coda Chiazzata
A seguito del massacro degli Cheyenne di Motavato ("Caldaia Nera") a Sand Creek, il 29 novembre 1864, per opera delle treuppe del colonnello Chivington, il capo di guerra della suddivisione Sioux Sichangu Coda Chiazzata (in lakota Sinte Galeshka), scatenò i Teton lungo il Platte River, assediando e distruggendo Julesburg, nel Colorado, il 7 gennaio 1865, e riducendo a mal partito le truppe statunitensi nel territorio: principali luogotenenti di Coda Chiazzata furono lo Sichangu Nomkahpa ("Due Colpi") e l'Oglala Palani Wicakte ("Uccisore-di-Pawnee"), ma anche Toro Seduto si unì alla sollevazione dei Teton meridionali, partecipando tra l'altro all'attacco contro Julesburg. Le trattative iniziate a Fort Laramie nella primavera 1866 si conclusero con la stipulazione del Trattato di Laramie del 27 giugno 1866.

### La Guerra di Nuvola Rossa
A seguito della costruzione di una catena di forti militari (Fort Reno, Fort Phil Kearny e Fort C. F. Smith) lungo il Bozeman Trail (c.d. "Pista dei ladri"), con truppe designate alla protezione dei viaggiatori, Nuvola Rossa (in lakota Mahpiya Luta), leader della suddivisione Sioux Oglala, guidò la sollevazione nel territorio del Powder River e fu accompagnato dallo stesso Toro Seduto in tutta la regione settentrionale, dove scorre il fiume Missouri. Il 21 dicembre 1866, nei pressi di Fort Kearny, i Lakota annientarono il distaccamento del cap. William Judd Fetterman; l'1 - 2 agosto 1867 l'esercito resistette al tentativo coordinato dei Lakota di conquistare Fort Smith e Fort Kearny, e in occasione della battaglia di Hayfield e della battaglia di Wagon Box gli attacchi indiani non ebbero successo; il Bozeman Trail, però, fu bloccato e i forti furono abbandonati e dati alle fiamme dai guerrieri Teton; nel 1868, con il trattato di Fort Laramie, gli Stati Uniti riconobbero il territorio del Powder River come territorio di caccia dei Lakota e delle tribù loro alleate. Toro Seduto condusse per proprio conto nuovi attacchi su Fort Berthold, Fort Stevenson e Fort Buford, tra il 1865 ed il 1868.
Dai primi del 1868, il governo statunitense assegnò diverse sistemazioni per i Sioux, a seguito della Guerra di Nuvola Rossa; dopo la vittoria sull'esercito statunitense, Nuvola Rossa pretese di ottenere e controllare i territori di Fort Philip Kearny e Fort C. F. Smith, i quali furono abbandonati dai bianchi. Alcuni alleati degli Hunkpapa (come gli Sichangu, gli Oglala, i Minneconjou, gli Itazipcho, i Sihasapa e gli Yankton Sioux) firmarono il famoso Trattato di Fort Laramie, trattato di pace del 2 luglio 1868, a Fort Rice (vicino a Bismarck, Dakota del Nord). Comunque, Toro Seduto non accettò il trattato e, venuta meno la guida di Nuvola Rossa e Coda Chiazzata, nel febbraio 1869, con l'appoggio dello zio Quattro Corna ("He Topa") e del cugino Luna Nera ("Oni Sapa") nonché di giovani capi guerrieri quali Fiele ("Piji") e Cavallo Pazzo ("Tashunka Witko"), fu scelto come capo supremo degli irriducibili, e continuò ad attaccare nell'area settentrionale del Missouri, fino al 1870.

### Guerra della Danza degli Spettri
Dal novembre del 1890 al gennaio del 1891, le lamentele inascoltate portarono all'ultimo conflitto contro i Sioux. Un combattimento sbilanciato che impegnò quasi la metà della fanteria e della cavalleria dell'esercito regolare e pose fine a decenni di sopraffazioni, trattati non mantenuti e massacri, costringendo i guerrieri sopravvissuti a rinunciare alla libertà dei loro avi e a ritirarsi in modo definitivo nelle riserve loro assegnate dai bianchi.
Al termine della guerra del Little Bighorn i Sioux si erano dovuti trasferire in una grande riserva nel territorio Dakota, ma il governo iniziò presto a fare pressioni perché firmassero un trattato che rendesse disponibile per i bianchi molta della terra della riserva. Toro Seduto, tornato dal Canada, dove aveva trovato momentaneamente rifugio, catalizzò per alcuni anni la resistenza Sioux. Ma nell'estate del 1889, l'agente della riserva, James McLaughlin, riuscì finalmente di assicurarsi, all'insaputa del grande capo Hunkpapa, le firme di Sioux per la sottoscrizione di un trattato finale che smembrava i loro 35.000 acri (142 km²) in sei piccole riserve.
In tale situazione, nell'ottobre del 1890, Orso Scalciante e Toro Basso portarono ai Sioux un'ultima speranza di resistenza, la Danza degli Spettri, una nuova credenza religiosa che essi avevano appresa dal profeta Paiute, Wovoka. Egli sosteneva che in primavera, la terra si sarebbe tutta ricoperta di un nuovo strato di suolo il quale avrebbe seppellito tutti i bianchi, mentre i nativi americani avrebbero potuto salvarsi levitando per aria grazie alla pratica della Danza degli Spettri. L'erba e i bisonti avrebbero quindi fatto ritorno, insieme agli spiriti degli antenati. Il nuovo movimento si era diffuso rapidamente per tutte le riserve occidentali degli Stati Uniti, al punto che il governo americano prese a considerarlo una minaccia alla pace e dispose le opportune contromisure militari. Nella riserva Sioux, McLaughlin ordinò di arrestare Toro Seduto, ma il suo arresto, il 15 di dicembre, si trasformò in un combattimento tra la polizia indiana della riserva e i seguaci della Danza degli Spettri, nel quale Toro Seduto stesso rimase ucciso.
Due settimane dopo, i militari del Settimo Cavalleria, lo stesso che era stato decimato al Little Bighorn, intercettarono alcune centinaia di seguaci della Danza degli Spettri guidata dal moribondo capo Minneconjou, Grosso Piede; si trattava soprattutto di donne che avevano perso parenti maschi e mariti nelle guerre degli anni '70, e che stavano cercando di mettersi al riparo, con i loro figli, dai torbidi in corso. Quando il Colonnello Forsyth cercò di disarmarli, un colpo di fucile esploso in qualche modo, diede inizio alla carneficina, passata alla storia con il nome di "Massacro di Wounded Knee", al termine della quale restarono sul terreno, falciati dalle mitragliatrici, circa 300 dei 350 componenti del gruppo.

## Elenco delle battaglie

### Prima Guerra Sioux
- Massacro di Grattan
- Massacro di Ash Hollow

### Guerra del Colorado
- Massacro di Sand Creek

### Guerra di Nuvola Rossa
- Battaglia di Fetterman
- Battaglia di Hayfield
- Battaglia dei cassoni dei carri

### Grande Guerra Sioux
- Battaglia del Little Bighorn
- Battaglia del Rosebud

### Guerra della Danza degli Spettri
- Massacro di Wounded Knee